# Pasul Doamnei
Pasul Doamnei sau Pasul Mitoc este situat pe un drum forestier (în trecut DJ155K) între localitățile Mitocu Bălan și Hangu, fiind trecătoarea care face legătura între văile Bistriței moldovene situată la vest și valea Cracăului situată la est.

## Date geografice
Trecătoarea este situată în Munții Stânișoarei în grupa sudică a acestora intitulată Munții Neamțului, la o altitudine de 1130 m, pe un drum ce pornește de pe malul lacului Izvorul Muntelui din Hangu și conduce pînă la izvoarele Cracălui Alb peste Muntele Palanca, pentru a coborî pe valea Cracăului spre DN15C la Crăcăoani.
Drumul care parcurge trecătoarea, în mod eronat este trecut pe hărțile rutiere ca drum accesibil. În realitate este încadrat la categoria funcțională a drumurilor comunale, la Hangu între km 0-12+460 fiind de fapt DC 146 (până la Schitul Pahomie cel Mare) și la Crăcăoani între km 0-20, încadrat ca DC164 (până la Mitocu Bălan). Prin Pasul Mitoc nu se poate trece în realitate decât cu tractorul forestier.
Singura trecătoare situată în apropiere este Pasul Petru Vodă, situat spre nord-vest pe DN15B.

## Obiective turistice de interes situate în apropiere
- Lacul Cuejdel
- Schitul Bouleț (Mitocu Bălan)
- Lacul Izvorul Muntelui
- Schitul Pahomie cel Mare (Hangu)